# Уличный театр
У́личный теа́тр — театр, спектакли которого происходят на открытом пространстве — улице, площади, в парке и т. п., как правило, без сцены. Зрители часто вовлекаются в действие, при этом участвуют не только эмоционально, как в классическом театре, но могут непосредственно вовлекаться в спектакль, и даже иногда влиять на его течение; значительно возрастает роль импровизации.
Термин применяется как к любым выступлениям артистов и перформеров на улице, так и к спектаклям, перенесённым на улицу из обычных театров, а также к спектаклям, созданным специально для воспроизведения на улице, площади или сквере. Сейчас понятие «уличный театр» стало заменяться на «театр в публичном пространстве», что включает в себя и торговые центры, заброшенные заводы и прочие локации в которых проходят спектакли вида «site specific».
Уличный театр — явление несомненно очень древнее, но в современном виде оно возникло в 1960—1970-х годах в Европе. Ярким представителем того времени является Teatr Ósmego Dnia и Teatro Nucleo. В России одним из первых значимых событий, связанных с уличным театром, был «Караван мира», проведённый Вячеславом Полуниным в 1989 году. Первый фестиваль уличных театров в России был проведен в Архангельске Виктором Пановым и Архангельским Молодёжным театром в 1990 году. В 2019 году Сергеем Корсаковым и Олегом Скотниковым был создан Российский союз уличных театров и артистов, занимающийся каталогизацией развитием этого явления в России.

## Виды
Виды уличного театра многообразны, что, в свою очередь, приводит к невозможности строгой классификации его форм. Пока что можно выделить площадные спектакли больших, малых и средних форм, спектакли-променады, «site-specific»-спектакли. Близкие направления — перформанс, хеппенинг, флеш-моб.

## Особенности
Большинство особенностей накладывает открытое пространство. Но и без этого, необходима особая стилистика актерской игры. Для актера уличного театра необходимы не только импровизаторские способности, но особенные навыки во всем арсенале профессиональных актерских средств выражения (жест и пластика, манера ношения театрального костюма). Ввиду отсутствия сцены, и, чаще всего, искусственного освещения, для уличного театра необходимо привлекать внимание зрителя другими средствами, отличными от используемых в классическом театре. Необходимо вызвать интерес зрителя и удерживать его на протяжении всего представления, ведь он может легко отвлечься на неизбежное постороннее. Требуется большая энергетическая и эмоциональная концентрация.

## Финансирование и организация
Для некоторых небольших коллективов или отдельных артистов остаётся возможность финансирования своей деятельности за добровольную нефиксированную плату. Для более серьёзных коллективов расходы берёт на себя организация, преследующая свои корпоративные цели: администрация города; спонсоры, рекламирующие свою продукцию; ивент-агентства, организаторы фестивалей. В таком случае театру может оплачиваться как трансфер и проживание, так и гонорар.
На данный момент в России существуют несколько профессиональных коллективов, для которых уличный театр — это единственный способ заработка. Например, старейший российский уличный театр «Странствующие куклы господина Пэжо», город Санкт-Петербург и театр-цирк «Высокие Братья», город Москва. Также существуют коллективы, в которых актёры служат в других классических театрах или работают на других работах. Например, номинант «Золотой маски» «Liquid Teatr», город Москва или «Пластилиновый дождь», город Самара. На данный момент также существует единственный уличный театр, полностью финансируемый благотворительным фондом «Татнефть», — театр «Лёгкие Крылья», город Альметьевск.
Некоторые уличные театры проводят свои фестивали.

## Фестивали уличных театров
- Международный фестиваль уличных театров «Сны улиц» в Тюмени
- Международный фестиваль уличных театров в Архангельске[2]
- Елагин парк
- Бумборамбия
- Международный фестиваль театрального искусства и творчества «Яркие люди»[3]
- Международный фестиваль уличных театров «Театральный дворик» в Туле
- Международный фестиваль уличного искусства «Пластилиновый дождь» в Самаре
- Путешествие в Рождество
- Пермский период/permstreetshow